# Luigi Comencini
Luigi Comencini (ur. 8 czerwca 1916 w Salò, zm. 6 kwietnia 2007 w Rzymie) – włoski reżyser i scenarzysta filmowy. Obok Dino Risiego, Ettore Scoli i Mario Monicellego, uważano go za jednego z mistrzów klasycznej komedii włoskiej (tzw. commedia all'italiana).

## Życiorys
Pierwszy sukces odniósł filmem L’imperatore di Capri (1949) z udziałem komika Totò. Za to Chleb, miłość i fantazję (1953), w którym zagrali Vittorio De Sica i Gina Lollobrigida, powszechnie uważa się za sztandarowy przykład tzw. różowego neorealizmu (neorealismo rosa). Kontynuacją przeboju był film Chleb, miłość i zazdrość (1954).
Sukcesy święciły również jego późniejsze filmy z udziałem Alberto Sordiego. W filmach reżysera występowały największe gwiazdy włoskiego kina, m.in. Silvana Mangano, Marcello Mastroianni, Ugo Tognazzi czy Nino Manfredi.
Jego żoną była Giulia Grifeo. Ich wszystkie cztery córki pracują w branży filmowej: Cristina i Francesca są reżyserkami, Paola – scenografką, a Eleonora – kierowniczką produkcji.
Zmarł po długiej chorobie w 2007 w wieku 90 lat. Pochowany na Cmentarzu Flamińskim w Rzymie.

## Filmografia

### Reżyser
- 1937: La novelletta (dokumentalny)
- 1946: Bambini in città (dokumentalny)
- 1948: Nie kradnij (Proibito rubare)
- 1949: L'imperatore di Capri
- 1951: Persiane chiuse
- 1952: Handel żywym towarem (La tratta delle bianche)
- 1952: Heidi
- 1953: Walizka snów (La valigia dei sogni)
- 1953: Chleb, miłość i fantazja (Pane, amore e fantasia)
- 1954: Chleb, miłość i zazdrość (Pane, amore e gelosia)
- 1955: Piękna Rzymianka (La bella di Roma)
- 1957: Okno na lunapark (La finestra sul Luna Park)
- 1957: Mariti in città
- 1958: Mogli pericolose
- 1959: And That on Monday Morning
- 1959: Niespodzianki miłości (Le sorprese dell'amore)
- 1960: Wszyscy do domu (Tutti a casa)
- 1961: A caballo della tigre
- 1962: Komisarz (Il commissario)
- 1963: Jego dziewczyna (La ragazza di Bube)
- 1964: Trzy noce miłości (Tre notti d'amore, segment Fatebenefratelli)
- 1964: Moja żona (La mia signora, segment Eritrea)
- 1965: Lalki (Le bambole, segment Il trattato di eugenetica)
- 1965: Sześć dni w tygodniu (La bugiarda)
- 1965: Towarzysz Don Camillo (Il compagno Don Camillo)
- 1967: Niezrozumiany (Incompreso)
- 1968: As wywiadu (Italian Secret Service)
- 1969: Dzieciństwo, powołanie i pierwsze przeżycia Giacomo Casanovy z Wenecji (Infanzia, vocazione e prime esperienze di Giacomo Casanova, Veneziano)
- 1969: Nic o niej nie wiedząc (Senza sapere niente di lei)
- 1972: Gra złudzeń (Lo scopone scientifico)
- 1972: Pinokio (Le avventure di Pinocchio) – miniserial
- 1974: Miłość bywa zbrodnią (Delitto d'amore)
- 1974: Mój Boże, jak ja nisko upadłam! (Mio Dio, come sono caduta in basso!)
- 1975: Kobieta na niedzielę (La donna della domenica)
- 1976: Signore e signori, buonanotte
- 1976: Basta che non si sappia in giro!... (segment L'Equivoco)
- 1976: Okazje (Quelle strane occasioni, segment L'ascensore)
- 1977: Kot (Il gatto)
- 1979: Korek (L'ingorgo)
- 1980: Voltati Eugenio
- 1982: Poszukiwany Jezus (Cercasi Gesù)
- 1984: Serce (Cuore, miniserial)
- 1987: Historia (La storia, telewizyjny)
- 1987: Chłopiec z Kalabrii (Un ragazzo di Calabria)
- 1988: Cyganeria (La Bohème)
- 1989: Wesołych Świąt... Szczęśliwego Nowego Roku (Buon Natale… buon anno)
- 1991: Marcellino, chleb i wino (Marcellino)[5][6]